# سیارک ۲۶۳۹۳
سیارک ۲۶۳۹۳ (به انگلیسی: 26393 Scaffa، نامگذاری:1999VT35)۲۶۳۹۳مین سیارک کشف شده‌است که در ۰۳ نوامبر ۱۹۹۹ کشف شد.